# 塞尔维亚和黑山总统
塞尔维亚和黑山总统 ，是塞爾維亞與蒙特內哥羅自1992年成立起至2006年分裂止的国家元首。1992年至2003年间全名为南斯拉夫联盟共和国联邦總統，2003年宪法改革后全名为塞尔维亚和黑山國家總統 。2003年与政府首腦合并，由一人同任國家元首与政府首腦（部長會議主席）。

## 总统
南斯拉夫联盟共和国自1992年脱离南斯拉夫社会主义联邦共和国独立至2003年分裂期间，联邦政府共计有过五任总统。此后，黑山社会主义者民主党的斯韦托扎尔·马罗维奇是唯一一位塞爾維亞和黑山總統，于2003年3月7日就职。2006年6月3日黑山宣布独立后，2006年6月4日，總統宣布任期终止。
| 名字                      | 任期                   |
| 南斯拉夫聯盟共和國總統    | 南斯拉夫聯盟共和國總統 |
| ------------------------- | ---------------------- |
| 多布里察·乔西奇           | 1992.06.15～1993.06.01 |
| 米洛什·拉杜洛维奇（代理） | 1993.06.01～1993.06.25 |
| 佐兰·利利奇               | 1993.06.25～1997.06.25 |
| 斯尔贾·博若维奇（代理）   | 1997.06.25～1997.07.23 |
| 斯洛博丹·米洛塞維奇       | 1997.07.23～2000.10.05 |
| 沃伊斯拉夫·科什圖尼察     | 2000.10.07～2003.02.04 |
| 塞爾維亞和黑山總統        |                        |
| 斯韦托扎尔·马罗维奇       | 2003.03.07～2006.06.04 |